# Fabiana nana
Fabiana nana ist eine Pflanzenart aus der Gattung Fabiana in der Familie der Nachtschattengewächse (Solanaceae).

## Beschreibung
Fabiana nana ist ein Chamaephyt mit einer Wuchshöhe von bis zu 40 cm. Die Blüten sind aufsitzend, selten fast aufsitzend und sind spärlich drüsig behaart. Der Kelch erreicht eine Länge von 5 bis 6,3 mm, die kurzen Kelchzipfel sind bis zu 0,5 mm lang. Die Krone wird 13,5 bis 17,5 mm lang und ist trichterförmig. Die Staubblätter sind verschiedengestaltig, die Staubbeutel sind in etwa so lang wie breit, die Theken sind miteinander verwachsen. Die Narbe ist tief gespalten. Die Frucht ist eine Kapsel von 6 bis 6,5 mm Länge.

## Vorkommen
Die Art ist ein Endemit Patagoniens. Sie kommt in den argentinischen Provinzen Chubut und Santa Cruz vor.